# 뱅상 캉델라
뱅상 필리프 앙투안 캉델라(Vincent Philippe Antoine Candela, 프랑스어 발음: [vɛ̃sɑ̃ kɑ̃dəˈla], 1973년 10월 24일 ~)는 프랑스의 전 축구 선수이다. 프랑스 대표로 뛰며, 1998년 FIFA 월드컵, UEFA 유로 2000 우승 경험을 한 바 있다.
툴루즈 (1992-95년), 갱강 (1995-97년), AS 로마 (1997-2005년), 볼턴 원더러스 (2005년), 우디네세 칼초 (2005-2006년), AC 시에나 (2006년-2007년), 메시나 (2007년, 임대)에서 뛰었으며, 로마에서 첫 스쿠데토 우승을 차지하였다. 2007년 1월, 메시나 대 아스콜리 칼초 경기가 캉델라의 세리에 A 마지막 경기였다.
프랑스 축구 국가대표팀에서는 40경기에 출전해 5골을 넣었다. 캉델라는 빅상트 리자라쥐와의 주전 경합에서 밀렸으나, 1998년 FIFA 월드컵에서 한 경기에 출전하며 팀의 우승에 공헌하였다. UEFA 유로 2000에서는 두 경기에 출전해 팀의 우승에 기여하였고, 1996년 하계 올림픽, 2002년 FIFA 월드컵에서도 프랑스 대표로 뛰었다.